# Tobias Bayer
Tobias Bayer (ur. 17 listopada 1999 w Ried im Innkreis) – austriacki kolarz szosowy.
Uczestnik mistrzostw świata.

## Osiągnięcia
Opracowano na podstawie:

2017
- 2. miejsce w Cottbuser Junioren-Etappenfahrt
- 1. miejsce w mistrzostwach Austrii juniorów (jazda indywidualna na czas)
- 3. miejsce w Oberösterreich Juniorenrundfahrt

2020
- 1. miejsce w mistrzostwach Austrii U23 (jazda indywidualna na czas)

2021
- 1. miejsce w mistrzostwach Austrii U23 (jazda indywidualna na czas)

2022
- 3. miejsce w Brussels Cycling Classic

## Rankingi
| Rok             | 2018  | 2019 | 2020 | 2021 | 2022 | 2023  | 2024  |
| --------------- | ----- | ---- | ---- | ---- | ---- | ----- | ----- |
| World Ranking   | 2601. | 988. | 738. | 303. | 391. | 1222. | 1050. |
| UCI Europe Tour | -     | 710. | 591. | 256. | 315. | -     | -     |
|                 |       |      |      |      |      |       |       |
| Źródło: UCI     |       |      |      |      |      |       |       |